# Josef Herold
Josef Herold, född 22 oktober 1850 i Vršovice vid Prag, död 4 april 1908 i Prag, var en tjeckisk politiker.
Herold, till yrket advokat, började 1882 ta verksam del i Prags kommunala liv som medlem av dess stadsrepresentation. År 1889 blev han direktör för böhmiska landsbanken och intendent för Nationalteatern i Prag. Han inträdde 1874 i det ungtjeckiska partiet och kom därinom snart att inta en framskjuten ställning såväl i böhmiska lantdagen (sedan 1883) som i österrikiska riksrådets deputeradekammare.